# Iglesia matriz de Nuestra Señora del Rosario (Puerto del Rosario)

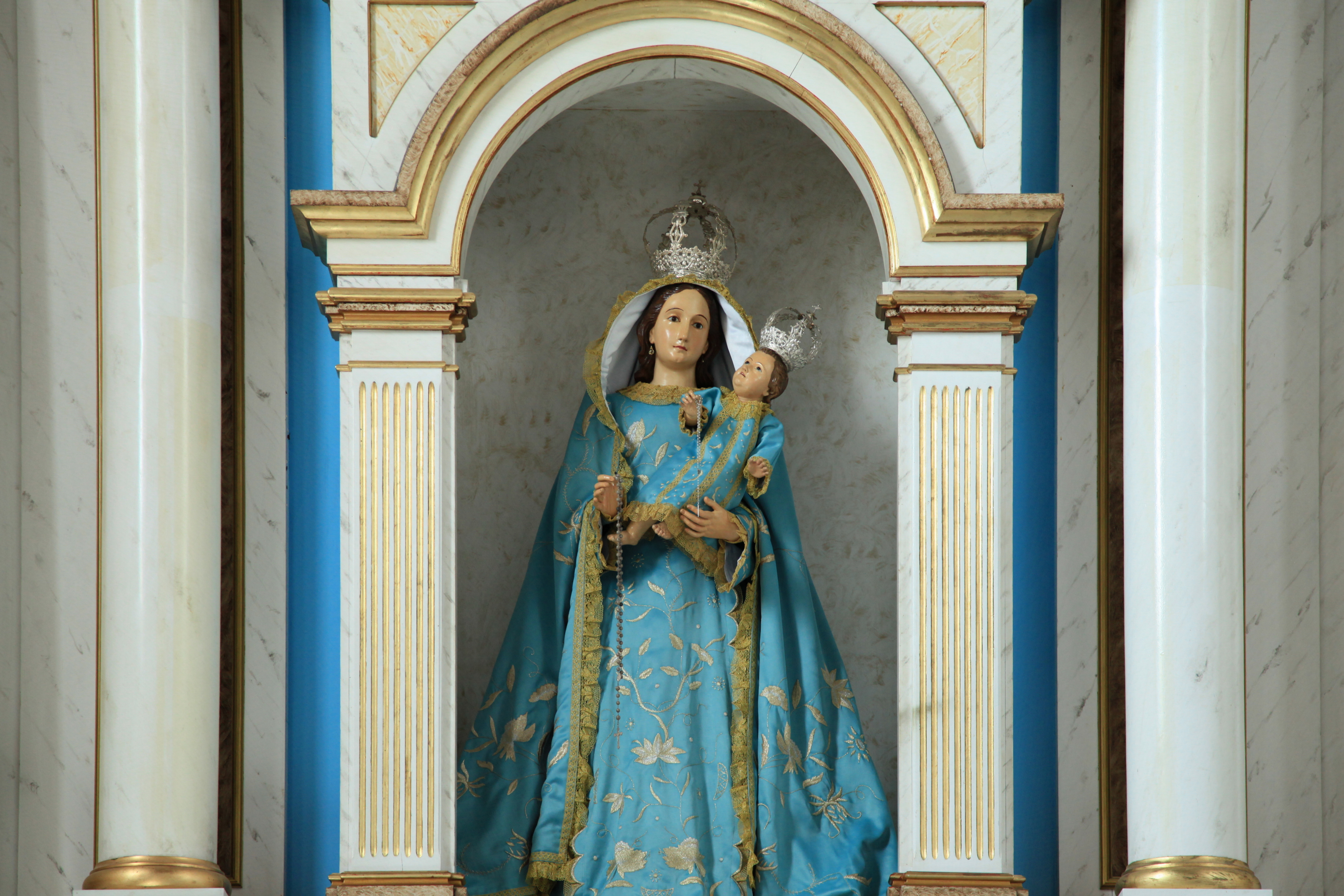
Imagen de la Virgen del Rosario, patrona de Puerto del Rosario.

La Parroquia Matriz de Nuestra Señora del Rosario es la parroquia matriz de la localidad de Puerto del Rosario, capital de la isla de Fuerteventura, Islas Canarias, España.

## Historia
En el año de 1812, con licencia del obispado y por petición de los vecinos, se construye junto al embarcadero, el primer edificio religioso de Puerto del Rosario (que por aquel entonces pertenecía al municipio de Tetir). 
El templo fue dedicado a Nuestra Señora del Rosario, que si bien aún se conserva la primitiva imagen, no es la que recibe actualmente culto en el Altar Mayor. La primitiva es una imagen de bulto redondo, tallada en madera y policromada, actualmente se encuentra en la sacristía. La actual imagen que se encuentra en el espléndido retablo mayor es de candelero para vestir y de factura más reciente.
Entre los años 1824 y 1835 se construye el actual templo. En el año 1888 se construye un campanario, para alojar a dos campanas provenientes de Marsella (Francia). En 1828, parte de la iglesia es demolida para ampliarla y construir el actual campanario. El templo no sería concluido definitivamente sino hasta 1930.
En 1906, adquiere el rango de parroquia y en 1990, la Iglesia de Nuestra Señora del Rosario fue declarada Bien de Interés Cultural con la categoría de Monumento Histórico-Artístico.

## Fiestas
En la actualidad cada año se celebran las fiestas de la Virgen del Rosario (patrona de la capital majorera), siendo el 7 de octubre su día principal. En esta fiesta destaca la romería y la procesión de la imagen de la Virgen por las calles.

## Efemérides
En 1954, la imagen de la Virgen de la Peña (patrona de Fuerteventura) visitó este templo cuando se trasladó a Puerto del Rosario con motivo de la Santa Misión. Posteriormente, en 1961 volvió a visitar el templo cuando recorrió todas las parroquias de la isla con motivo de una sequía. De nuevo, la Virgen visitó la Parroquia del Rosario en 1965 durante la Cruzada del Rosario en Familia.